# Войон (дим)
Во́йон (греч. Δήμος Βοΐου) — община (дим) в Греции. Входит в периферийную единицу Козани в периферии Западная Македония. Население 18 386 человека по переписи 2011 года. Площадь общины 1007,714 квадратного километра. Плотность 18,25 человека на квадратный километр. Административный центр — Сьятиста, исторический центр — Неаполис. Димархом на местных выборах в 2019 году избран Христос Зевклис (Χρήστος Ζευκλής).
Создана в 2010 году (ΦΕΚ 87Α) по программе «Калликратис» при слиянии упразднённых общин Сьятиста, Неаполис, Цотилион и Аскион, а также сообщества Пендалофос.